# Stazione di Port Washington
La stazione di Port Washington (in inglese Port Washington Station, IPA: [pɔrt ˈwɑʃɪŋtən ˈsteɪʃən]) è una stazione ferroviaria, capolinea orientale del Port Washington Branch della Long Island Rail Road. Serve l'omonimo census-designated place della contea di Nassau, nello Stato di New York.

## Storia
La stazione venne attivata dalla Great Neck and Port Washington Railroad, una sussidiaria della Long Island Rail Road, il 23 giugno 1898. Nel 1913 la linea venne elettrificata e nel 1930 il fabbricato viaggiatori venne rinnovato. Nel 1998, in occasione del 100º anniversario della sua apertura, la stazione fu nuovamente rinnovata.

## Movimento
La stazione è servita dai treni della linea Port Washington del servizio ferroviario suburbano della Long Island Rail Road.

## Servizi
Le banchine a servizio dei binari sono accessibili ai portatori di disabilità attraverso una serie di rampe.
- Biglietteria a sportello
- Biglietteria automatica
- Sala d'attesa

## Interscambi
La stazione interscambia il servizio automobilistico gestite dalla Nassau Inter-County Express.
- Fermata autobus